# Seth Barnes Nicholson
Seth Barnes Nicholson (n. 21 noiembrie 1891 – d. 2 iulie 1963) a fost un astronom american.
El și-a petrecut întreaga sa carieră la Observatorul Mount Wilson, unde a descoperit 3 sateliți ai lui Jupiter: Lysithea și Carme în 1938 și Ananke în 1951, și un asteroid Troian - 1647 Menelaus. El a mai calculat orbita mai multor comete, dar și pe a lui Pluto.
Sinope, Lysithea, Carme și Ananke care avea numele simplu de „Jupiter IX”, „Jupiter X”, „Jupiter” XI și „Jupiter XII”, n-au avut denumirea actuală până în 1975. Nicholson a refuzat să propună vreo denumire.